# Conus magnottei
Espèce
Statut de conservation UICN

 LC  : Préoccupation mineure
Conus magnottei est une espèce de mollusques gastéropodes marins de la famille des Conidae.
Comme toutes les espèces du genre Conus, ces escargots sont prédateurs et venimeux. Ils sont capables de « piquer » les humains et doivent donc être manipulés avec précaution, voire pas du tout.

## Description
La longueur maximale enregistrée de la coquille est de 14 mm. 

## Distribution
Locus typicus: "Côte nord de l'île Roatan, Honduras."

Cette espèce est présente dans la mer des Caraïbes au large de Belize et Honduras.

### Niveau de risque d’extinction de l’espèce
Selon l'analyse de l'UICN réalisée en 2011 pour la définition du niveau de risque d'extinction, cette espèce s'étend du sud du Belize au sud du Honduras, et à l'île de Roatan. Il n'y a pas de menaces connues. Elle est classée dans la catégorie "préoccupation mineure".

## Taxonomie

### Publication originale
L'espèce Conus magnottei a été décrite pour la première fois en 1987 par le malacologiste américain Edward James Petuch (d) dans « Charlottesville, Virginia: The Coastal Education and Research Foundation »,.

### Synonymes
- Conus (Dauciconus) magnottei Petuch, 1987 · appellation alternative
- Purpuriconus magnottei (Petuch, 1987) · non accepté